# José María Cos y Macho
José María Cos y Macho (Terán de Cabuériniga, 6 agosto 1838 – Valladolid, 17 dicembre 1919) è stato un cardinale e arcivescovo cattolico spagnolo.

## Biografia
José María Cos y Macho nacque il 6 agosto 1838 a Terán de Cabuérniga, provincia di Cantabria e diocesi di Santander, nella parte settentrionale del Regno di Spagna.
Ricevette l'ordinazione sacerdotale nel settembre 1862 incardinandosi, ventiquattrenne, come presbitero della diocesi di Mondoñedo.

### Ministero episcopale
Il 10 giugno 1886 papa Leone XIII lo nominò, quarantasettenne, vescovo di Mondoñedo; succedette a sessantasettenne José Manuel Palacios y López, deceduto il 2 dicembre 1885. Ricevette la consacrazione episcopale il 12 settembre seguente, presso la Cattedrale del Santo Salvatore ad Oviedo, per imposizione delle mani di Victoriano Guisasola y Rodríguez, arcivescovo metropolita di Santiago di Compostela, assistito dai co-consacranti Ramón Martínez y Vigil, O.P., vescovo di Oviedo, e José Tomás Mazarrasa y Rivas, vescovo titolare di Filippopoli di Arabia ed amministratore apostolico di Ciudad Rodrigo. Come suo motto episcopale il neo vescovo Cos y Macho scelse Por la vida, por la honra y la honra por el alma, che tradotto vuol dire "Per la vita, per l'onore e l'onore per l'anima".
Il 14 febbraio 1889 papa Leone XIII lo promosse, cinquantenne, arcivescovo metropolita di Santiago de Cuba, assegnandogli contestualmente il titolo onorifico di primate di Cuba; succedette al cinquantatreenne José María Martín de Herrera y de la Iglesia, trasferito lo stesso giorno alla sede metropolitana di Santiago di Compostela e futuro cardinale. In seguito, ricevette il pallio, simbolo di comunione tra la Santa Sede ed il metropolita.
L'11 giugno 1892 papa Leone XIII lo trasferì, cinquantatreenne, alla sede diocesana di Madrid y Alcalá de Henares, con titolo personale di arcivescovo ad personam; succedette al cinquantanovenne Ciriaco María Sancha y Hervás, trasferito lo stesso giorno alla sede metropolitana di Valencia e futuro cardinale.
Il 18 aprile 1901 papa Leone XIII lo trasferì ancora, sessantaduenne, alla sede metropolitana di Valladolid; succedette al sessantasettenne cardinale Antonio María Cascajares y Azara, trasferito lo stesso giorno alla sede metropolitana di Saragozza. In seguito ricevette nuovamente il pallio.

### Cardinalato

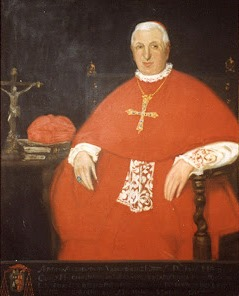
Ritratto del cardinale Cos y Macho nella sagrestia della Cattedrale di Valladolid.

Papa Pio X lo elevò al rango di cardinale nel concistoro del 27 novembre 1911, all'età di settantatré anni; il 2 dicembre 1912 ricevette il titolo cardinalizio di Santa Maria del Popolo, vacante dal 14 novembre precedente, giorno della morte del cardinale italiano Alfonso Capecelatro di Castelpagano, C.O., arcivescovo metropolita di Capua e bibliotecario di Santa Romana Chiesa.
Dopo la morte di papa Pio X, prese parte al conclave del 1914, che si concluse con l'elezione al soglio pontificio del cardinale Giacomo della Chiesa con il nome di Benedetto XV.
Morì il 17 dicembre 1919 a Valladolid, a causa di una broncopolmonite, all'età di ottantuno anni. Al termine dei solenni funerali, la salma venne tumulata nella Cattedrale di Nostra Signora dell'Assunzione a Valladolid.

## Genealogia episcopale e successione apostolica
La genealogia episcopale è:
- Cardinale Scipione Rebiba
- Cardinale Giulio Antonio Santori
- Cardinale Girolamo Bernerio, O.P.
- Arcivescovo Galeazzo Sanvitale
- Cardinale Ludovico Ludovisi
- Cardinale Luigi Caetani
- Cardinale Ulderico Carpegna
- Cardinale Paluzzo Paluzzi Altieri degli Albertoni
- Papa Benedetto XIII
- Papa Benedetto XIV
- Cardinale Enrico Enriquez
- Cardinale Francisco de Solís Folch de Cardona
- Vescovo Agustín Ayestarán Landa
- Arcivescovo Romualdo Antonio Mon y Velarde
- Cardinale Francisco Javier de Cienfuegos y Jovellanos
- Cardinale Cirilo de Alameda y Brea, O.F.M.
- Cardinale Juan de la Cruz Ignacio Moreno y Maisanove
- Arcivescovo Victoriano Guisasola y Rodríguez
- Cardinale José María Cos y Macho

La successione apostolica è:
- Vescovo José María Caparrós y López (1896)
- Arcivescovo José Cadena y Eleta (1901)
- Arcivescovo Julián de Diego y García Alcolea (1905)
- Vescovo José Álvarez y Miranda (1913)
- Arcivescovo Manuel de Castro y Alonso (1913)
- Cardinale Pedro Segura y Sáenz (1916)